# Zlatnice (přírodní památka)
Přírodní památka Zlatnice se nachází v Praze na skalách nad Šáreckým údolím. Byla vyhlášena 29. dubna 1968 Národním výborem hl. města Prahy. Pojmenována je podle nedaleké barokní usedlosti Zlatnice. PP Zlatnice je součástí Přírodního parku Šárka-Lysolaje.

## Důvod vyhlášení

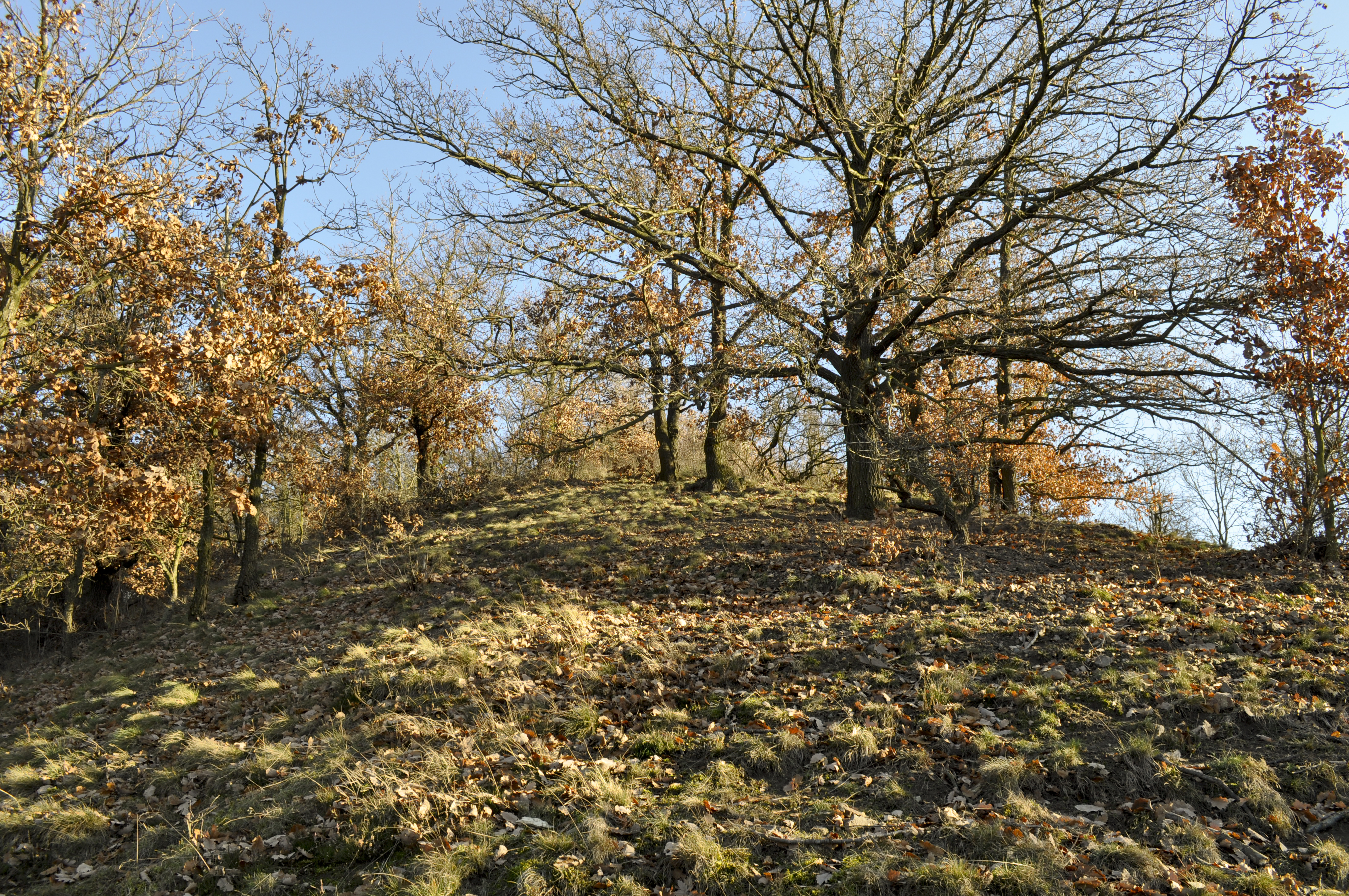
Odlesněná část PP Zlatnice

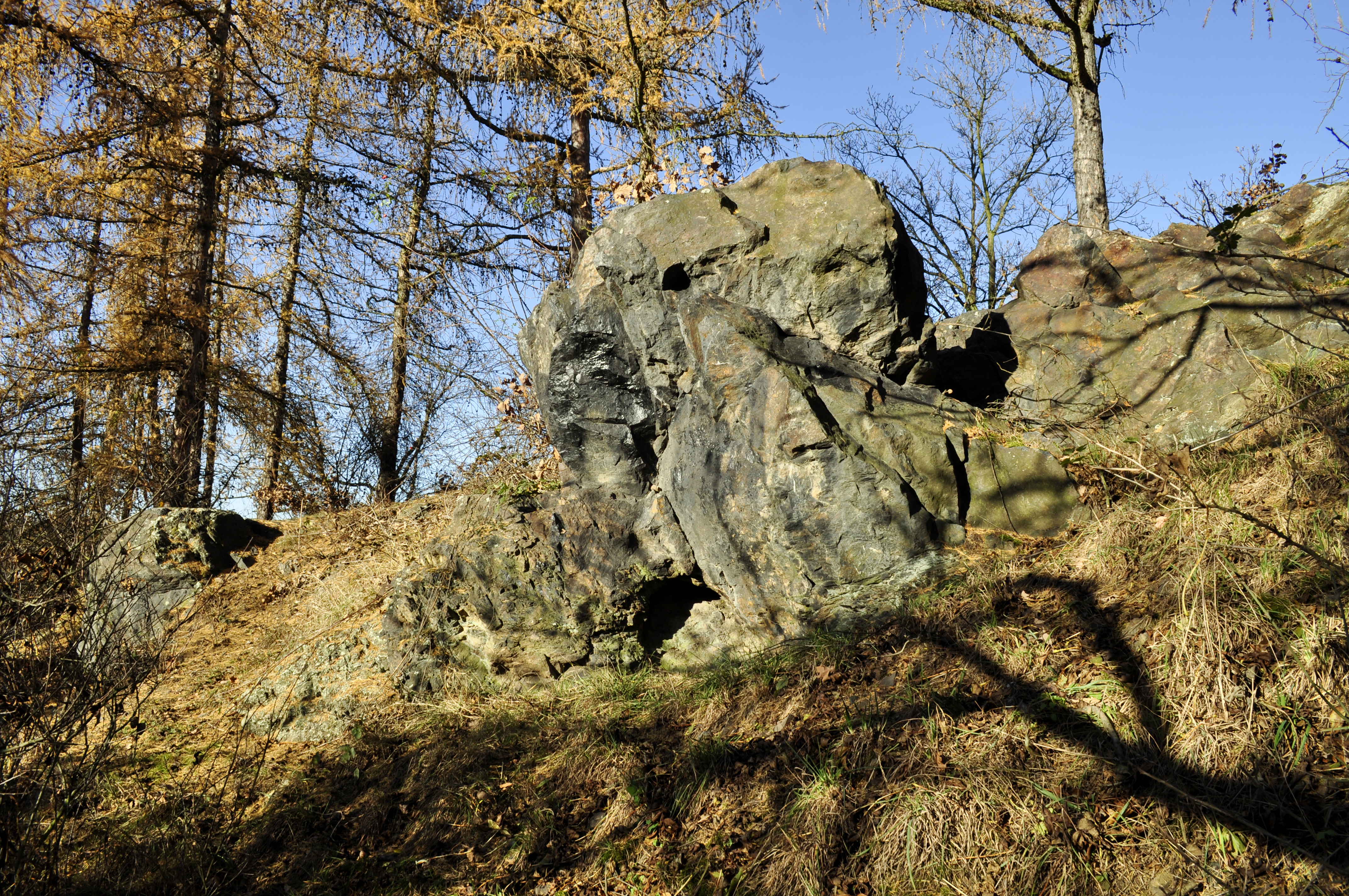
Skalní ostroh

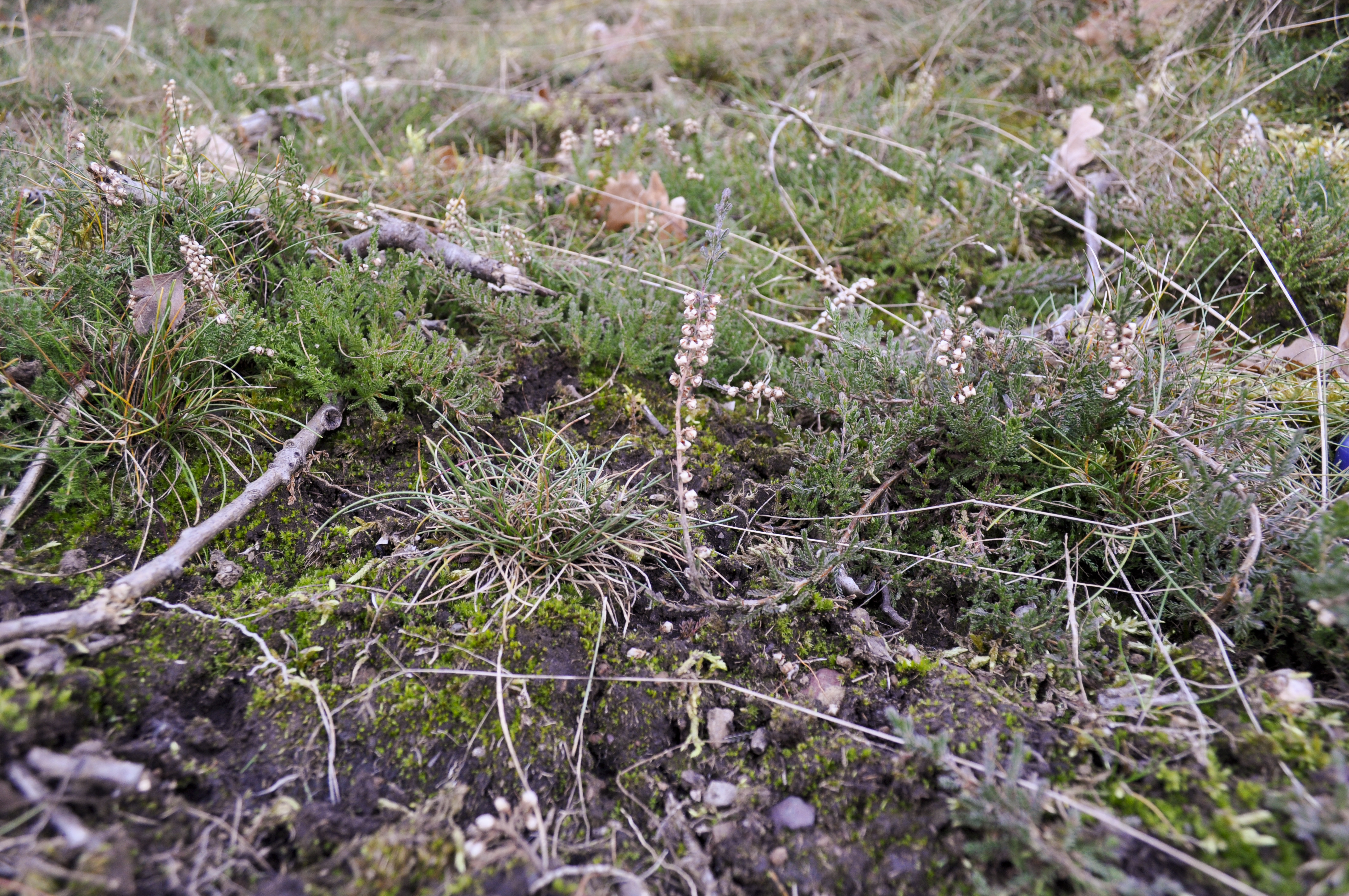
Zbytek vřesoviště

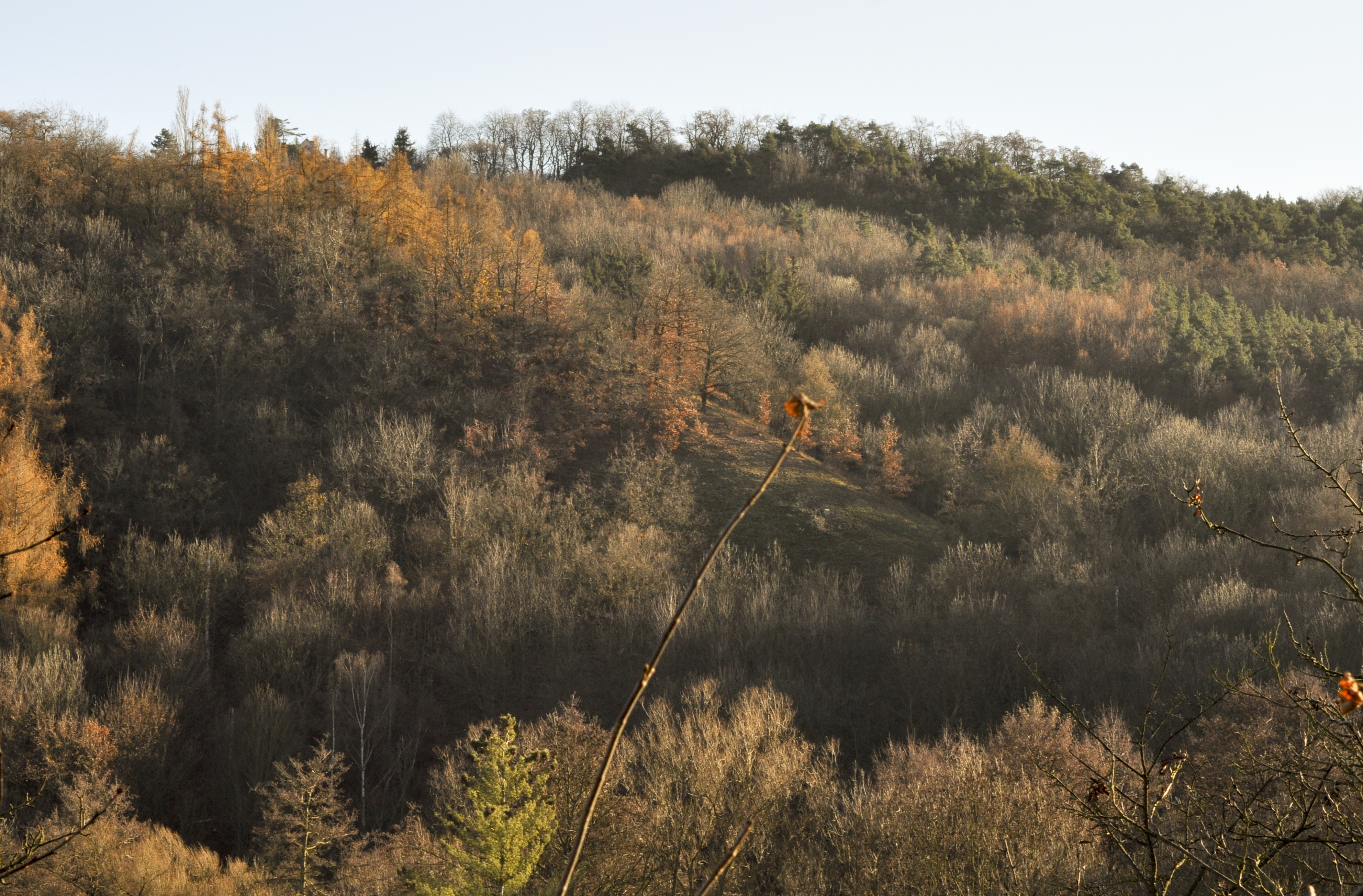
Celkový pohled na PP Zlatnice

Skalnatý ostroh s vřesovištěm a některými chráněnými druhy rostlin – význačný krajinný útvar.

## Hlavním předmětem ochrany v současné době

### Společenstva[3]
- suchá vřesoviště nížin a pahorkatin sv. Euphorbio-Callunion
- fragmenty xerotermního strávníku sv. Festucion vallesiacae
- náznaky teplomilné acidofilní doubravy

### Druhy[3]
- bělozářka liliovitá Anthericum liliago
- jetel žíhaný Trifolium striatum
- řebříček panonský Achillea pannonica
- trýzel škardolistý Erysimum crepidifolium
- psineček tuhý Agrostis vinealis
- ostřice nízká Carex humilis
- skalník celokrajný Cotoneaster integerrimus
- čilimník řezenský Chamaecytisus ratisbonensis
- strdivka sedmihradská Melica transsilvanica
- sesel sivý Seseli osseum
- jeřáb břek Sorbus torminalis
- mateřídouška panonská Thymus pannonicus
- jetel alpínský Trifolium alpestre

### Útvary neživé přírody
- výrazný hřbet s drobnými výchozy buližníkových skalek - proterozoikum (Území je tvořeno proterozoickými břidlicemi[3]

## Dlouhodobý cíl péče
Dlouhodobým cílem je udržení odumírajícího vřesoviště a dále pak stabilizace nevelkých výskytů xerotermních trávníků na temeni a jihozápadním svahu.

## Fauna
Území PP je útočištěm pozoruhodných zejména stepních hmyzích společenstev.

## Další zajímavosti
V západní části PP se nalézá studánka Zlatnice, studánka se stabilním, ale slabým výtokem vody kdysi vyvěrala u kapličky (dlouhodobě neudržovaná a proto zřícená).